# Матрични штампач
Матрични штампач (или иглични - енгл. Dot-Matrix) је механички штампач за рачунаре. Штампа помоћу иглица (енгл. pin), које преко траке натопљене бојом (енгл. ribbon) остављају отисак на папиру. Назив је добио управо по отисцима иглица у облику матрице, на основу којих се формирају различити знакови. Спада у групу ударних штампача, заједно са словним штампачем и цртачем (плотером).

## Главни делови
Делови матричног штампача су:
- глава за штампање са 9, 18 или 24 иглица и електромагнетима
- корачни мотор за покретање папира
- корачни мотор за покретање главе за штампање
- микропроцесор за управљање радом, са управљачким програмима смештеним у посебну меморију
- РОМ и ЕПРОМ меморија у којој су смештени већ формирани знакови - генератор знакова
- трака натопљена бојом, смештена у пластичној касети

## Принцип рада
Глава за штампање постављена је на тачно одређеном одстојању и усмерена ка папиру. Креће се по осовини постављеној под правим углом у односу на кретање папира и помера се водоравно дуж једног штампаног реда. Иглице главе се активирају протицањем струје кроз главу помоћу електромагнета, ударајући у траку са бојом, при чему остављају отисак на папиру. Број иглица у глави одређује максималан број тачака, које глава може отиснути у једном положају. Свака од иглица повезана је са једним погонским електромагнетом, под дејством електричног импулса. Иглице су међусобно независне, односно могу се померати свака за себе. Струја греје главу, што при дуготрајном и непрекидном раду може да оштети иглице. На тај начин квалитет исписа временом слаби, због чега постаје неопходно заменити главу.
Матрични штампач не обрађује документе страну по страну, већ штампа низ Аски знакова, ред по ред и због тога има веома мали меморијски бафер. Отуда се брзина штампања изражава у броју одштампаних знакова у секунди (енгл. cps - characters per second), која се креће између 50 и 300. Брзина зависи од штампача и квалитета штампе, која се изражава у броју тачака по инчу (енгл. dots per inch) , вредности обично око 75. Може да штампа у једној боји, у зависности од постављене траке од чије истрошености такође зависи квалитет отиска.
За опис стране за штампу не користи сложене језике, као што су PCЛ или PostScript, већ једноставне кодове за постављање основних параметара као што су величина стране и квалитет штампе, док се сложенија обрада обавља се на личном рачунару.

## Примена
Обично се користи у банкарству, финансијама, књиговодству, фармацији, као и у разним пословним апликацијама, свуда где је неопходно брзо и јефтино штампање, разних претежно знаковних података, са могућношћу исписивања у више копија, или вишеструких образаца, што је омогућено захваљујући физичком контакту између главе штампача и папира. Ово посебно важи за случајеве када има мало графике, односно код докумената као што су формулар, уплатница или рачун, са могућношћу коришћења различитих врста папира. Тако нпр. неки модели користе повезане листове папира, који се воде уз помоћ рупица на ивицама.

## Предности и мане
Осамдесетих година прошлог века матрични штампач је био веома популаран, пошто је малих димензија, не превише скуп и веома поуздан. Међутим, због спорости, велике буке, великог коришћења механике, као и ниског квалитета штампања данас се све мање налази у кућној употреби или канцеларијама. Ипак, у неким пословима остао је незамењив, претежно због своје робусности, дуговечности и цене репроматеријала. Цена матричног штампача је слична цени ласерског штампача, али је зато замена траке готово симболична. Главни произвођачи ове врсте штампача данас су Епсон и Окидата.